# Manettia coccinea
Manettia coccinea là một loài thực vật có hoa trong họ Thiến thảo. Loài này được (Aubl.) Willd. mô tả khoa học đầu tiên năm 1798.